# Polnische U20-Eishockeynationalmannschaft
Die polnische U20-Eishockeynationalmannschaft vertritt den Eishockeyverband Polens im Eishockey in der U20-Junioren-Leistungsstufe bei internationalen Wettbewerben. Ihre besten Platzierung war der fünfte Platz bei der Weltmeisterschaft 1987, als zum bislang einzigen Mal der Klassenerhalt in der höchsten Leistungsstufe erreicht wurde.

## Geschichte
Die polnische U20-Eishockeynationalmannschaft wurde zur ersten offiziellen Juniorenweltmeisterschaft 1979 gegründet. Bis einschließlich 1998 deckte die U20-Nationalmannschaft den kompletten Juniorenbereich bei den Weltmeisterschaften ab, während die U19-Nationalmannschaft an den Junioren-Europameisterschaften teilnahm. Seit der Einführung der U18-Weltmeisterschaften 1999 vertritt die U20-Nationalmannschaft Polens bei Weltmeisterschaften ausschließlich die Leistungsstufe der U20-Junioren.
Bei ihrer ersten Teilnahme 1977 wurden die Polen mit nur einem Remis (2:2 gegen die USA) aus sieben Spielen Letzter und wurden daher für das Folgejahr durch die Schweiz ersetzt. Erst als 1979 eine B-Gruppe eingeführt wurde, nahmen die Polen wieder teil und wurden in dieser zweiten Leistungsstufe Dritter. Bis 1984, als beim Turnier im französischen Caen der Aufstieg in die A-Gruppe gelang, spielte das Team dann (mit Ausnahme der WM 1982, als auf eine Teilnahme verzichtet wurde) in der B-Gruppe. Aber auch beim zweiten Auftreten bei einer A-WM 1985 gelang lediglich beim 3:3 gegen die deutsche Auswahl ein einziger Punktgewinn und die polnische Equipe musste aufgrund des um 14 Tore schlechteren Torverhältnisses gegenüber den Deutschen wieder in die B-Gruppe absteigen. Nach dem sofortigen Wiederaufstieg gelang 1987 durch einen 8:3-Erfolg gegen die Schweiz erstmals der Klassenerhalt. Aufgrund der Disqualifikation der Mannschaften aus Kanada und der Sowjetunion, die sich im abschließenden Spiel eine Massenschlägerei geliefert hatten, beendeten die Polen das Turnier schlussendlich sogar auf Platz fünf und erreichten damit ihr bislang bestes Weltmeisterschaftsergebnis. Ein Jahr später war Polen dann doch verloren und stieg trotz eines 4:3-Erfolges gegen die USA punktgleich mit den Nordamerikanern und der deutschen Mannschaft, gegen die mit 3:6 verloren worden war, aufgrund des schlechteren Torverhältnisses ab. Auch 1990 und 1997 konnten sich die Osteuropäer nicht in der A-Gruppe halten. Anschließend gelang dem polnischen Nachwuchs bis heute nicht mehr der Aufstieg in die höchste Leistungsstufe der Weltmeisterschaften. Sie spielt seither überwiegend zweitklassig. 2004 und 2011 mussten sie sogar in der drittklassigen Division II antreten, konnte aber jeweils umgehend wieder in die Division I aufsteigen.

## WM-Platzierungen
- 1976 – keine Teilnahme
- 1977 – 8. Platz
- 1978 – keine Teilnahme
- 1979 – B-WM; 3. Platz
- 1980 – B-WM; 2. Platz
- 1981 – B-WM; 3. Platz
- 1982 – keine Teilnahme
- 1983 – B-WM; 3. Platz
- 1984 – B-WM; 1. Platz
- 1985 – 8. Platz
- 1986 – B-WM; 1. Platz
- 1987 – 5. Platz
- 1988 – 8. Platz
- 1989 – B-WM; 1. Platz
- 1990 – 8. Platz
- 1991 – B-WM; 2. Platz
- 1992 – B-WM; 2. Platz
- 1993 – B-WM; 6. Platz
- 1994 – B-WM; 4. Platz
- 1995 – B-WM; 3. Platz
- 1996 – B-WM; 1. Platz
- 1997 – 10. Platz
- 1998 – B-WM; 3. Platz
- 1999 – B-WM; 2. Platz
- 2000 – B-WM; 5. Platz
- 2001 – Division I; 6. Platz
- 2002 – Division I; 7. Platz
- 2003 – Division I; 6. Platz
- 2004 – Division II; 1. Platz
- 2005 – Division I; 4. Platz
- 2006 – Division I; 4. Platz
- 2007 – Division I; 4. Platz
- 2008 – Division I; 4. Platz
- 2009 – Division I; 5. Platz
- 2010 – Division I; 6. Platz
- 2011 – Division II; 1. Platz
- 2012 – Division IB; 4. Platz
- 2013 – Division IB; 1. Platz
- 2014 – Division IA; 6. Platz
- 2015 – Division IB; 3. Platz
- 2016 – Division IB; 2. Platz
- 2017 – Division IB; 2. Platz
- 2018 – Division IB; 2. Platz
- 2019 – Division IB; 2. Platz
- 2020 – Division IB; 4. Platz
- 2021 – keine Austragung
- 2022 – Division IB, 6. Platz
- 2023 – Division IB, 4. Platz
- 2024 – Division IB, 5. Platz